# Nychiodes subvirida
Nychiodes subvirida là một loài bướm đêm trong họ Geometridae.